# Pulsbredd

t_{1} indikerar pulsbredden.

Inom elektroteknik avser pulsbredd den tid en elektrisk puls varar. Pulsbredden mäts i millisekunder (ms). Ett exempel inom den psykiatriska vården är att ECT-apparater, bland annat Sigmastim Sigma, ställs in på en pulsbredd på 1,0 ms.